# Mastigostyla gracilis
Mastigostyla gracilis är en irisväxtart som beskrevs av Robert Crichton Foster. Mastigostyla gracilis ingår i släktet Mastigostyla och familjen irisväxter. Inga underarter finns listade i Catalogue of Life.